# Roman Steinmann
Roman Steinmann (* 4. Dezember 2003) ist ein österreichischer Fußballspieler.

## Karriere
Steinmann begann seine Karriere bei der Union Diersbach. Im März 2019 spielte er erstmals für die erste Mannschaft Diersbachs in der siebtklassigen 1. Klasse. Insgesamt kam er zu 33 Einsätzen für den Verein, in denen er zwölfmal traf. Zur Saison 2021/22 wechselte er zur fünftklassigen Union Peuerbach. Für Peuerbach absolvierte er 25 Partien in der Landesliga, in denen er sechsmal traf.
Zur Saison 2022/23 wechselte Steinmann zu den Amateuren von Bundesligist SV Ried. Im Juli 2022 gab er anschließend sein Debüt in der drittklassigen Regionalliga Mitte. Insgesamt kam er zu 67 Regionalligaeinsätzen für Ried II, in denen er achtmal traf. Im Februar 2025 wechselte er innerhalb der Liga zur Union Gurten. Für Gurten kam er zu 13 Einsätzen in der dritthöchsten Spielklasse.
Zur Saison 2025/26 wechselte Steinmann zu Zweitligist FC Hertha Wels, bei dem er einen bis 2027 laufenden Vertrag erhielt. Sein Debüt in der 2. Liga gab er im August 2025, als er am ersten Spieltag jener Saison gegen den Floridsdorfer AC in der Startelf stand.